# Matías Pellegrini
Pour les articles homonymes, voir Pellegrini.
Matías Pellegrini, né le 11 mars 2000 à Magdalena en Argentine, est un footballeur argentin qui joue au poste d'ailier gauche au Vélez Sarsfield.

## Biographie

### Estudiantes
Né à Magdalena dans la province de Buenos Aires en Argentine, Matías Pellegrini commence le football dans le club de sa ville natale, le CRIM de Magdalena, avant de rejoindre l'Estudiantes de La Plata. Il joue son premier match en Copa Libertadores le 8 août 2018, lors des huitièmes de finale contre les Brésiliens du Grêmio Porto Alegre. Il est titularisé et son équipe s'impose par deux buts à un. Quatre jours plus tard, il fait sa première apparition en championnat contre Godoy Cruz (défaite 1-0 de l'Estudiantes). Lors de la journée suivante, le 20 août, il inscrit son premier but lors d'une victoire en championnat face à Boca Juniors (2-0).

### Inter Miami
Le 23 janvier 2019, il signe avec l'Inter Miami CF. Toutefois, il est prêté à son club formateur jusqu'à la fin de l'année 2019. Le 1er mars 2020, Pellegrini fait sa première apparition lors de la rencontre inaugurale de la franchise floridienne contre le Los Angeles FC. Son équipe s'incline alors par deux buts à un. Le 8 octobre 2020 il inscrit son premier but pour sa nouvelle équipe, lors d'une rencontre de MLS face au Red Bulls de New York. Son équipe s'impose sur le score de deux buts à un ce jour-là.

### Prêts
Avant le lever de rideau sur la saison 2021, un imbroglio lié à la gestion de la masse salariale du club contraint ce dernier à se séparer de Matías Pellegrini ou à le prêter à son équipe réserve en USL League One. C'est cette dernière option qui est privilégiée alors même que des rumeurs faisait état de son échange au CF Montréal.
Le 2 août 2021 il est de nouveau prêté à son club formateur, l'Estudiantes. Il joue finalement plus d'une quarantaine de rencontres au cours de ce prêt.

### Nouvelle page à New York
De retour de prêt à l'Inter Miami CF au cours de l'été 2022, Pellegrini ne peut toujours pas intégrer l'effectif de Major League Soccer car son contrat a été racheté. Il trouve enfin un nouveau point de chute le 19 août 2022 lorsque le New York City FC l'engage jusqu'à l'issue de la saison 2022. 
Pellegrini fait sa première apparition pour le club de New York le 1er septembre 2022, lors d'une rencontre de MLS contre D.C. United. Il entre en jeu à la place de Malte Amundsen et son équipe s'incline par deux buts à un.
Le 15 novembre 2022, au terme de la saison, le New York City FC annonce que son contrat n'est pas renouvelé. Il retourne néanmoins à New York lorsqu'il signe une nouvelle entente d'un an le 22 décembre suivant.